# 明輝國際
明輝國際控股有限公司（港交所：3828）業務主要為生產酒店房間賓客用品及配套，包括個人護理用品及其他房間配套用品以及航空賓客用品。集團亦有策略性投資酒店和零售曾推出自己品牌用品LABO。
公司於開曼群島註卌，主席為程志輝。